# Nelson Boeira Faedrich
Nelson Boeira Faedrich (Porto Alegre, 2 janvier 1912 - Porto Alegre, 1994) est un artiste, publiciste, peintre et sculpteur brésilien.

## Biographie
Nelson Boeira Faedrich s'est intéressé à l'art encore enfant grâce à son oncle, Oscar Boeira, un artiste plasticien. De formation autodidacte, il a beaucoup appris du métier à la Livraria do Globo, avec Ernst Zeuner et d'autres professionnels de la « Section dessin» , en participant par exemple à la réalisation de lithographies sur zinc et à l'exploration des contrastes et de la complémentarité entre les couleurs. Chez Editora Globo, il a créé des couvertures et des illustrations pour la Revista do Globo et des livres d'écrivains tels qu'Érico Veríssimo et Simões Lopes Neto. Les illustrations qu'il a réalisées pour les contes d'Andersen sont d'une telle qualité et originalité que les originaux se trouvent dans la collection du musée Hans Christian Andersen, au Danemark. Il a illustré plus d'une centaine de livres. Il a également réalisé des pièces publicitaires pour Cervejaria Continental et d'autres entreprises du Rio Grande do Sul.
La première exposition de ses dessins et illustrations a lieu en 1935, au pavillon culturel de l'exposition Farroupilha, pour laquelle il réalisa également la couverture du catalogue et l'une des affiches pour faire connaître l'événement. En 1941, l'affiche commémorant le Bicentenaire de Porto Alegre a la 1re place au concours organisé par la commune. L'affiche Brasileiros! Votre terre vaut plus que tout l'or du monde reçoit un prix décerné par le ministère de l'Éducation et de la Culture en 1938. Dans les années 1930, il a reçu une invitation personnelle de Walt Disney pour travailler dans son atelier, qu'il a déclinée.
En 1939, il s'installe à Rio de Janeiro, où il dirige le département artistique de la Prosper Advertising Company. Là, il fait des affiches pour la loterie fédérale ; une série d'affiches pour l'État de Rio de Janeiro, faisant connaître la qualité des oranges ; affiches pour le département de la presse et de la propagande du gouvernement. Avec Mário Arjonas, il réalise la sculpture de la Timbira indienne, exposée dans le viaduc d'Obirici, à Porto Alegre.
En 1954, il fait partie de l'équipe qui a fondé le journal A Hora, étant à lui les premières illustrations en couleur paraissant dans les journaux du Rio Grande do Sul. Dès la fin des années 1960, il se tourne vers la peinture, après avoir réalisé une série de 14 peintures à l'huile sur le thème « Musique interprétée à travers la peinture », puis une série « Dieux du panthéon africain (Orixás) ».